# Sylvain Mainier
Sylvain Mainier (Poitiers, 8 ottobre 1977) è un ex cestista francese.